# Gà so bụng nâu hạt dẻ
Arborophila javanica là một loài chim trong họ Phasianidae.
Loài chim này là loài bản địa Indonesia. Nó sinh sống ở rừng đồi núi đông và tây Java.